# الإعاقة في إسبانيا
تتميز الإعاقة في إسبانيا بشيخوخة السكان، مما أدى إلى ارتفاع نسبة المواطنين ذوي الإعاقة. تُقدّم الخدمات الاجتماعية من قبل السلطات الإقليمية والبلدية. وتحمي عدة قوانين حقوق الأشخاص ذوي الإعاقة، بما في ذلك اتفاقية الأمم المتحدة لحقوق الأشخاص ذوي الإعاقة التي وقّعت عليها إسبانيا وصادقت عليها في عام 2007. وتُعرف ثقافة الإعاقة بوجود قطاع نشط في الفنون الأدائية والبصرية، مدعوم بالسياسات الحكومية والتمويل. أما الرياضة للأشخاص ذوي الإعاقة، فلها تاريخ طويل في إسبانيا، لكنها اكتسبت زخمًا خاصًا مع استضافة البلاد لدورةالألعاب البارالمبية الصيفية 1992 في برشلونة ومدريد، مما أدى إلى انطلاق العديد من التغييرات السياسية والهيكلية منذ تسعينيات القرن العشرين.

## التركيبة السكانية
إن الشيخوخة التدريجية للسكان الإسبان، وفقا للمبادئ التوجيهية الأوروبية للمجتمع الناضج، تعني نسبة أعلى من الأشخاص ذوي الإعاقة. تم نشر أحدث دراسة حول الإعاقة من قبل المعهد الوطني للإحصاء في عام 2008 باستخدام بيانات من عام 2007.
وبحسب بيانات المعهد الوطني للإحصاء، يعيش ما مجموعه 608 آلاف شخص من ذوي الإعاقة بمفردهم في منازلهم. كما بلغ عدد الأشخاص غير القادرين على أداء أي من الأنشطة الأساسية للحياة اليومية دون مساعدة 1.39 مليون شخص، في حين كان هناك 269 ألف شخص يعيشون في المستشفيات النفسية، ومستشفيات الشيخوخة، ودور التمريض، يعانون من نوع من أنواع الإعاقة.
في عام 2021، تخطط INE لنشر نتائج مسح جديد حول السكان ذوي الإعاقة، والذي تم إجراؤه خلال عام 2020.

## الخدمات الاجتماعية
تقع مسؤولية تقديم الخدمات والمساعدة للأشخاص ذوي الإعاقة على عاتق الحكومات الإقليمية والبلديات. بالإضافة إلى ذلك، هناك شبكة واسعة من المنظمات غير الربحية والمؤسسات والشركات التي تشكل البنية التحتية لشبكة الدعم.

## التشريع
القوانين التي تحمي الأشخاص ذوي الإعاقة وتضع معايير رعايتهم هي قانون الإعالة (2006) والقانون العام بشأن حقوق الأشخاص ذوي الإعاقة وإدماجهم الاجتماعي (2013). وقعت إسبانيا وصادقت على اتفاقية الأمم المتحدة لحقوق الأشخاص ذوي الإعاقة في عام 2007.

## الثقافة

### الفنون
تقام في إسبانيا العديد من المهرجانات الفنية التي تضم فنانين من ذوي الإعاقة، وتدعمها وتمولها الحكومة وفقًا للخطة الاستراتيجية "الثقافة للجميع" لعام 2011. هناك أيضًا العديد من الشركات المتخصصة في الترويج للدراما والرقص والفنون البصرية وتقديمها من قبل فنانين من ذوي الإعاقة.

### الرياضة
بدأت الرياضة للأشخاص ذوي الإعاقة في إسبانيا في عشرينيات القرن العشرين مع ظهور رياضة الصم، بينما بدأت الرياضة للمكفوفين في ثلاثينيات القرن العشرين. وفي الخمسينيات، بدأت الرياضة للأشخاص ذوي الإعاقات الجسدية، وكانت تركز بشكل رئيسي على التأهيل. تأسست أول منظمة رئيسية للرياضة للأشخاص ذوي الإعاقة في عام 1968 بتوجيه من رئيس اللجنة الأولمبية الإسبانية آنذاك، خوان أنطونيو سامارانش. شاركت إسبانيا في أول دورة ألعاب بارالمبية لها في نفس العام. أصبحت منظمة ONCE المنظمة الرسمية لتنظيم التمثيل الإسباني في المسابقات الرياضية الدولية للمكفوفين في عام 1986. في أوائل التسعينيات، أعادت إسبانيا هيكلة الرياضة للأشخاص ذوي الإعاقة نتيجة للتغييرات في القانون، مما أدى إلى إنشاء أربع منظمات رياضية جديدة واللجنة البارالمبية الإسبانية. خلال تسعينيات القرن العشرين وبداية القرن الحادي والعشرين، تحسنت فرص تمويل الرياضات المخصصة للأشخاص ذوي الإعاقة.

## قراءة إضافية
- Abellán García، Antonio؛ Hidalgo Checa، Rosa Mª (2011). "Definiciones de discapacidad en España" (PDF). Informes Portal Mayores. Madrid ع. 109. ISSN:1885-6780. مؤرشف من الأصل (PDF) في 2024-06-20.
- Jiménez Lara، Antonio؛ Huete García، Agustín (2010). "Políticas públicas sobre discapacidad en España. Hacia una perspectiva basada en los derechos". Política y Sociedad. Madrid: Ediciones Complutense. ج. 47 ع. 1: 137–152. ISSN:1988-3129. مؤرشف من الأصل في 2022-08-02.